# Alumine Vaika
Alumine Vaika ist eine unbewohnte Insel, 4,5 Kilometer von der größten estnischen Insel Saaremaa entfernt. Sie gehört zur Landgemeinde Saaremaa im Kreis Saare. Die bewaldete Insel ist ein Teil vom Nationalpark Vilsandi. Sie gehört zu den beliebtesten Vogelbeobachtungsinseln im Nationalpark.